# Lindsey Heaps
Lindsey Michelle Heaps, nata Horan (Golden, 26 maggio 1994), è una calciatrice statunitense, centrocampista dell'Olympique Lione e della nazionale statunitense.

## Biografia
Figlia di Mark e Linda Horan, Lindsey è nata e cresciuta a Golden, in Colorado. Ha un fratello maggiore di nome Michael.
Il 28 dicembre 2024 si è sposata con l'analista sportivo Tyler Heaps, conosciuto quando lui lavorava per la USSF. A seguito di ciò, all'inizio del 2025 ha deciso di adottare il proprio cognome da sposata, utilizzandolo inizialmente soltanto per le gare con la nazionale statunitense, in quanto la Première Ligue, la divisione calcistica in cui militava al momento del cambio di cognome, non accettava cambi di dati anagrafici a stagione già iniziata.

## Caratteristiche tecniche
È una centrocampista offensiva dotata di grandi qualità tecniche, con una buona visione di gioco e capacità di segnare in modi diversi.

## Carriera

### Club

#### Gli inizi
Quando frequentava la Golden High School, nella sua città natale Golden, giocava a calcio con i Colorado Rush. Sin da subito è stata considerata una delle giocatrici più talentuose della sua età e nel 2012 è stata inserita al primo posto nella classifica dei migliori prospetti stilata da ESPN.

#### Paris Saint-Germain
Pur avendo ottenuto una borsa di studio per l'Università della Carolina del Nord a Chapel Hill, Horan ha firmato un contratto con il Paris Saint-Germain. Nella squadra allenata da Farid Benstiti, Horan si è rapidamente ritagliata un ruolo da protagonista. Ha segnato il suo primo gol con la maglia del PSG il 23 settembre sul campo del Saint-Étienne, all'esordio in campionato. Ha messo a segno altri 16 gol nelle successive 19 partite. Nel 2015 ha raggiunto la finale di UEFA Women's Champions League. Ha disputato la sua ultima partita con la maglia parigina il 5 dicembre 2015, a Bondoufle, lasciando il campo in lacrime. La scelta di lasciare il calcio europeo è stata motivata dalla convocazione della nazionale statunitense in vista dei Giochi olimpici di Rio de Janeiro.

#### Portland Thorns
Il 13 gennaio 2016 Horan ha firmato un contratto con il Portland Thorns FC. Nel 2017 ha segnato contro il North Carolina Courage il gol decisivo per la vittoria del titolo.

#### Olympique Lyonnais
Nel febbraio 2022 viene ceduta in prestito all'Olympique Lione. Dopo aver messo a segno 8 gol in 37 partite e aver contribuito alla vittoria di due campionati francesi, una Champions League e una Coppa di Francia, il 22 giugno 2023 ha firmato un triennale con la squadra allenata da Sonia Bompastor.
Il 4 settembre 2024 viene inserita nella lista delle trenta candidate al Pallone d'Oro femminile e si piazza al quinto posto in classifica dietro le tre giocatrici del Barcellona Aitana Bonmatí, Caroline Graham Hansen, Salma Paralluelo e la connazionale Sophia Smith.

## Statistiche

### Presenze e reti nei club
Statistiche aggiornate al 3 dicembre 2024.
| Stagione                   | Squadra                    | Campionato                 | Campionato | Campionato | Coppe nazionali | Coppe nazionali | Coppe nazionali | Coppe continentali | Coppe continentali | Coppe continentali | Altre coppe | Altre coppe | Altre coppe | Totale | Totale |
| Stagione                   | Squadra                    | Comp                       | Pres       | Reti       | Comp            | Pres            | Reti            | Comp               | Pres               | Reti               | Comp        | Pres        | Reti        | Pres   | Reti   |
| -------------------------- | -------------------------- | -------------------------- | ---------- | ---------- | --------------- | --------------- | --------------- | ------------------ | ------------------ | ------------------ | ----------- | ----------- | ----------- | ------ | ------ |
| 2012-2013                  | Paris Saint-Germain        | D1                         | 20         | 17         | CF              | 5               | 3               |                    | -                  | -                  |             | -           | -           | 25     | 20     |
| 2013-2014                  | Paris Saint-Germain        | D1                         | 18         | 14         | CF              | 3               | 2               | UWCL               | 2                  | 0                  |             | -           | -           | 23     | 16     |
| 2014-2015                  | Paris Saint-Germain        | D1                         | 11         | 9          | CF              | -               | -               | UWCL               | 4                  | 1                  |             | -           | -           | 15     | 10     |
| ago-dic 2015               | Paris Saint-Germain        | D1                         | 9          | 6          | CF              | -               | -               | UWCL               | 4                  | 2                  |             | -           | -           | 13     | 8      |
| Totale Paris Saint-Germain | Totale Paris Saint-Germain | Totale Paris Saint-Germain | 58         | 46         |                 | 8               | 5               |                    | 10                 | 3                  |             | -           | -           | 76     | 54     |
| 2016                       | Portland Thorns            | NWSL                       | 16         | 6          |                 | -               | -               |                    | -                  | -                  |             | -           | -           | 16     | 6      |
| 2017                       | Portland Thorns            | NWSL                       | 26         | 5          |                 | -               | -               |                    | -                  | -                  |             | -           | -           | 26     | 5      |
| 2018                       | Portland Thorns            | NWSL                       | 24         | 14         |                 | -               | -               |                    | -                  | -                  |             | -           | -           | 24     | 14     |
| 2019                       | Portland Thorns            | NWSL                       | 14         | 1          |                 | -               | -               |                    | -                  | -                  |             | -           | -           | 14     | 1      |
| 2020                       | Portland Thorns            | NWSL                       | -          | -          | NWSLCC          | 4               | 1               |                    | -                  | -                  |             | -           | -           | 4      | 1      |
| 2021                       | Portland Thorns            | NWSL                       | 14         | 2          | NWSLCC          | 3               | 1               |                    | -                  | -                  |             | -           | -           | 17     | 3      |
| Totale Portland Thorns     | Totale Portland Thorns     | Totale Portland Thorns     | 94         | 28         |                 | 7               | 2               |                    | -                  | -                  |             | -           | -           | 101    | 30     |
| gen. 2022                  | Olympique Lione            | D1                         | 5          | 0          | CF              | -               | -               | UWCL               | 5                  | 0                  | -           | -           | -           | 10     | 0      |
| 2022-2023                  | Olympique Lione            | D1                         | 14         | 5          | CF              | 4               | 1               | UWCL               | 8                  | 2                  | SF          | 1           | 0           | 27     | 8      |
| 2023-2024                  | Olympique Lione            | D1                         | 15         | 6          | CF              | 1               | 0               | UWCL               | 9                  | 0                  | -           | -           | -           | 19     | 7      |
| 2024-2025                  | Olympique Lione            | D1                         | 6          | 9          |                 |                 |                 | UWCL               | 4                  | 1                  |             |             |             | 10     | 10     |
| Totale Olympique Lione     | Totale Olympique Lione     | Totale Olympique Lione     | 40         | 20         |                 | 5               | 1               |                    | 26                 | 3                  |             | 1           | 0           | 71     | 24     |
| Totale carriera            | Totale carriera            | Totale carriera            | 192        | 94         |                 | 20              | 8               |                    | 36                 | 6                  |             | 1           | 0           | 238    | 108    |

### Cronologia presenze e reti in nazionale
| Cronologia completa delle presenze e delle reti in nazionale ― Stati Uniti | Cronologia completa delle presenze e delle reti in nazionale ― Stati Uniti | Cronologia completa delle presenze e delle reti in nazionale ― Stati Uniti | Cronologia completa delle presenze e delle reti in nazionale ― Stati Uniti | Cronologia completa delle presenze e delle reti in nazionale ― Stati Uniti | Cronologia completa delle presenze e delle reti in nazionale ― Stati Uniti | Cronologia completa delle presenze e delle reti in nazionale ― Stati Uniti | Cronologia completa delle presenze e delle reti in nazionale ― Stati Uniti |
| Data                                                                       | Città                                                                      | In casa                                                                    | Risultato                                                                  | Ospiti                                                                     | Competizione                                                               | Reti                                                                       | Note                                                                       |
| -------------------------------------------------------------------------- | -------------------------------------------------------------------------- | -------------------------------------------------------------------------- | -------------------------------------------------------------------------- | -------------------------------------------------------------------------- | -------------------------------------------------------------------------- | -------------------------------------------------------------------------- | -------------------------------------------------------------------------- |
| 8-3-2013                                                                   | Albufeira                                                                  | Cina                                                                       | 0 – 5                                                                      | Stati Uniti                                                                | Algarve Cup 2013                                                           | -                                                                          | 74’                                                                        |
| 10-11-2013                                                                 | Orlando                                                                    | Stati Uniti                                                                | 4 – 1                                                                      | Brasile                                                                    | Amichevole                                                                 | -                                                                          | 68’                                                                        |
| 25-10-2015                                                                 | Orlando                                                                    | Stati Uniti                                                                | 3 – 1                                                                      | Brasile                                                                    | Amichevole                                                                 | -                                                                          | 66’ 80’                                                                    |
| 11-12-2015                                                                 | San Antonio                                                                | Stati Uniti                                                                | 6 – 0                                                                      | Trinidad e Tobago                                                          | Amichevole                                                                 | 1                                                                          |                                                                            |
| 14-12-2015                                                                 | Glendale                                                                   | Stati Uniti                                                                | 2 – 0                                                                      | Cina                                                                       | Amichevole                                                                 | -                                                                          | 79’                                                                        |
| 17-12-2015                                                                 | New Orleans                                                                | Stati Uniti                                                                | 0 – 1                                                                      | Cina                                                                       | Amichevole                                                                 | -                                                                          | 44’                                                                        |
| 23-1-2016                                                                  | San Diego                                                                  | Stati Uniti                                                                | 5 – 0                                                                      | Irlanda                                                                    | Amichevole                                                                 | -                                                                          | 46’                                                                        |
| 11-2-2016                                                                  | Frisco                                                                     | Stati Uniti                                                                | 5 – 0                                                                      | Costa Rica                                                                 | Qual. Olimpiadi 2016                                                       | -                                                                          | 46’                                                                        |
| 13-2-2016                                                                  | Frisco                                                                     | Messico                                                                    | 0 – 1                                                                      | Stati Uniti                                                                | Qual. Olimpiadi 2016                                                       | -                                                                          |                                                                            |
| 20-2-2016                                                                  | Houston                                                                    | Stati Uniti                                                                | 5 – 0                                                                      | Trinidad e Tobago                                                          | Qual. Olimpiadi 2016                                                       | -                                                                          | 59’                                                                        |
| 21-2-2016                                                                  | Houston                                                                    | Canada                                                                     | 0 – 2                                                                      | Stati Uniti                                                                | Qual. Olimpiadi 2016                                                       | 1                                                                          | 82’                                                                        |
| 4-3-2016                                                                   | Tampa                                                                      | Stati Uniti                                                                | 1 – 0                                                                      | Inghilterra                                                                | SheBelieves Cup 2016                                                       | -                                                                          | 63’                                                                        |
| 6-3-2016                                                                   | Nashville                                                                  | Stati Uniti                                                                | 1 – 0                                                                      | Francia                                                                    | SheBelieves Cup 2016                                                       | -                                                                          | 86’                                                                        |
| 10-3-2016                                                                  | Boca Raton                                                                 | Stati Uniti                                                                | 2 – 1                                                                      | Germania                                                                   | SheBelieves Cup 2016                                                       | -                                                                          | 61’                                                                        |
| 7-4-2016                                                                   | East Hartford                                                              | Stati Uniti                                                                | 7 – 0                                                                      | Colombia                                                                   | Amichevole                                                                 | -                                                                          | 46’                                                                        |
| 10-4-2016                                                                  | Chester                                                                    | Stati Uniti                                                                | 3 – 0                                                                      | Colombia                                                                   | Amichevole                                                                 | -                                                                          | 61’                                                                        |
| 3-6-2016                                                                   | Commerce City                                                              | Stati Uniti                                                                | 3 – 3                                                                      | Giappone                                                                   | Amichevole                                                                 | 1                                                                          | 61’                                                                        |
| 5-6-2016                                                                   | Cleveland                                                                  | Stati Uniti                                                                | 2 – 0                                                                      | Giappone                                                                   | Amichevole                                                                 | -                                                                          | 57’                                                                        |
| 9-7-2016                                                                   | Chicago                                                                    | Stati Uniti                                                                | 1 – 0                                                                      | Sudafrica                                                                  | Amichevole                                                                 | -                                                                          | 46’                                                                        |
| 23-7-2016                                                                  | Kansas City                                                                | Stati Uniti                                                                | 4 – 0                                                                      | Costa Rica                                                                 | Amichevole                                                                 | -                                                                          | 78’                                                                        |
| 4-8-2016                                                                   | Belo Horizonte                                                             | Stati Uniti                                                                | 2 – 0                                                                      | Nuova Zelanda                                                              | Olimpiadi 2016                                                             | -                                                                          | 64’                                                                        |
| 6-8-2016                                                                   | Belo Horizonte                                                             | Stati Uniti                                                                | 1 – 0                                                                      | Francia                                                                    | Olimpiadi 2016                                                             | -                                                                          | 82’                                                                        |
| 10-8-2016                                                                  | Manaus                                                                     | Colombia                                                                   | 2 – 2                                                                      | Stati Uniti                                                                | Olimpiadi 2016                                                             | -                                                                          |                                                                            |
| 12-8-2016                                                                  | Brasilia                                                                   | Stati Uniti                                                                | 1 – 1 (3-4 dtr)                                                            | Svezia                                                                     | Olimpiadi 2016                                                             | -                                                                          | 114’                                                                       |
| 16-9-2016                                                                  | Columbus                                                                   | Stati Uniti                                                                | 9 – 0                                                                      | Thailandia                                                                 | Amichevole                                                                 | -                                                                          | 46’ 90’                                                                    |
| 19-9-2016                                                                  | Atlanta                                                                    | Stati Uniti                                                                | 3 – 1                                                                      | Paesi Bassi                                                                | Amichevole                                                                 | -                                                                          | 64’                                                                        |
| 20-10-2016                                                                 | Sandy                                                                      | Stati Uniti                                                                | 4 – 0                                                                      | Svizzera                                                                   | Amichevole                                                                 | -                                                                          | 46’                                                                        |
| 23-10-2016                                                                 | Minneapolis                                                                | Stati Uniti                                                                | 5 – 1                                                                      | Svizzera                                                                   | Amichevole                                                                 | -                                                                          | 74’                                                                        |
| 11-11-2016                                                                 | San Jose                                                                   | Stati Uniti                                                                | 8 – 1                                                                      | Romania                                                                    | Amichevole                                                                 | -                                                                          | 46’                                                                        |
| 14-11-2016                                                                 | Carson                                                                     | Stati Uniti                                                                | 5 – 0                                                                      | Romania                                                                    | Amichevole                                                                 | -                                                                          | 61’                                                                        |
| 2-3-2017                                                                   | Chester                                                                    | Stati Uniti                                                                | 1 – 0                                                                      | Germania                                                                   | SheBelieves Cup 2017                                                       | -                                                                          | 79’ 90+1’                                                                  |
| 4-3-2017                                                                   | Harrison                                                                   | Stati Uniti                                                                | 0 – 1                                                                      | Inghilterra                                                                | SheBelieves Cup 2017                                                       | -                                                                          | 77’                                                                        |
| 8-3-2017                                                                   | Washington                                                                 | Stati Uniti                                                                | 0 – 3                                                                      | Francia                                                                    | SheBelieves Cup 2017                                                       | -                                                                          | 70’                                                                        |
| 8-6-2017                                                                   | Göteborg                                                                   | Svezia                                                                     | 0 – 1                                                                      | Stati Uniti                                                                | Amichevole                                                                 | -                                                                          | 46’                                                                        |
| 11-6-2017                                                                  | Sandefjord                                                                 | Norvegia                                                                   | 0 – 1                                                                      | Stati Uniti                                                                | Amichevole                                                                 | -                                                                          | 46’                                                                        |
| 28-7-2017                                                                  | Seattle                                                                    | Stati Uniti                                                                | 0 – 1                                                                      | Australia                                                                  | Tournament of Nations 2017                                                 | -                                                                          | 64’                                                                        |
| 4-8-2017                                                                   | Carson                                                                     | Stati Uniti                                                                | 3 – 0                                                                      | Giappone                                                                   | Tournament of Nations 2017                                                 | -                                                                          | 65’                                                                        |
| 16-9-2017                                                                  | Commerce City                                                              | Stati Uniti                                                                | 3 – 1                                                                      | Nuova Zelanda                                                              | Amichevole                                                                 | -                                                                          | 74’                                                                        |
| 20-9-2017                                                                  | Cincinnati                                                                 | Stati Uniti                                                                | 5 – 0                                                                      | Nuova Zelanda                                                              | Amichevole                                                                 | 1                                                                          | 33’                                                                        |
| 20-10-2017                                                                 | New Orleans                                                                | Stati Uniti                                                                | 3 – 1                                                                      | Corea del Sud                                                              | Amichevole                                                                 | -                                                                          | 46’                                                                        |
| 22-10-2017                                                                 | Cary                                                                       | Stati Uniti                                                                | 6 – 0                                                                      | Corea del Sud                                                              | Amichevole                                                                 | -                                                                          |                                                                            |
| 10-11-2017                                                                 | Vancouver                                                                  | Canada                                                                     | 1 – 1                                                                      | Stati Uniti                                                                | Amichevole                                                                 | -                                                                          |                                                                            |
| 13-11-2017                                                                 | San Jose                                                                   | Stati Uniti                                                                | 3 – 1                                                                      | Canada                                                                     | Amichevole                                                                 | -                                                                          |                                                                            |
| 22-1-2018                                                                  | San Diego                                                                  | Stati Uniti                                                                | 5 – 1                                                                      | Danimarca                                                                  | Amichevole                                                                 | -                                                                          |                                                                            |
| 2-3-2018                                                                   | Columbus                                                                   | Stati Uniti                                                                | 1 – 0                                                                      | Germania                                                                   | SheBelieves Cup 2018                                                       | -                                                                          |                                                                            |
| 4-3-2018                                                                   | Harrison                                                                   | Stati Uniti                                                                | 1 – 1                                                                      | Francia                                                                    | SheBelieves Cup 2018                                                       | -                                                                          | 46’                                                                        |
| 8-3-2018                                                                   | Orlando                                                                    | Stati Uniti                                                                | 1 – 0                                                                      | Inghilterra                                                                | SheBelieves Cup 2018                                                       | -                                                                          | 74’                                                                        |
| 6-4-2018                                                                   | Jacksonville                                                               | Stati Uniti                                                                | 4 – 1                                                                      | Messico                                                                    | Amichevole                                                                 | -                                                                          |                                                                            |
| 8-4-2018                                                                   | Houston                                                                    | Stati Uniti                                                                | 6 – 2                                                                      | Messico                                                                    | Amichevole                                                                 | 1                                                                          | 40’                                                                        |
| 8-6-2018                                                                   | Sandy                                                                      | Stati Uniti                                                                | 1 – 0                                                                      | Cina                                                                       | Amichevole                                                                 | -                                                                          | 46’                                                                        |
| 13-6-2018                                                                  | Cleveland                                                                  | Stati Uniti                                                                | 2 – 1                                                                      | Cina                                                                       | Amichevole                                                                 | -                                                                          | 57’                                                                        |
| 27-7-2018                                                                  | Kansas City                                                                | Stati Uniti                                                                | 4 – 2                                                                      | Giappone                                                                   | Tournament of Nations 2018                                                 | -                                                                          | 74’                                                                        |
| 30-7-2018                                                                  | East Hartford                                                              | Stati Uniti                                                                | 1 – 1                                                                      | Australia                                                                  | Tournament of Nations 2018                                                 | 1                                                                          |                                                                            |
| 3-8-2018                                                                   | Bridgeview                                                                 | Stati Uniti                                                                | 4 – 1                                                                      | Brasile                                                                    | Tournament of Nations 2018                                                 | -                                                                          |                                                                            |
| 1-9-2018                                                                   | Carson                                                                     | Stati Uniti                                                                | 3 – 0                                                                      | Cile                                                                       | Amichevole                                                                 | -                                                                          | 46’                                                                        |
| 5-9-2018                                                                   | San Jose                                                                   | Stati Uniti                                                                | 4 – 0                                                                      | Cile                                                                       | Amichevole                                                                 | -                                                                          | 61’                                                                        |
| 5-10-2018                                                                  | Cary                                                                       | Stati Uniti                                                                | 6 – 0                                                                      | Messico                                                                    | Qual. Mondiali 2019                                                        | -                                                                          |                                                                            |
| 7-10-2018                                                                  | Cary                                                                       | Panama                                                                     | 0 – 5                                                                      | Stati Uniti                                                                | Qual. Mondiali 2019                                                        | -                                                                          | 77’                                                                        |
| 11-10-2018                                                                 | Cary                                                                       | Trinidad e Tobago                                                          | 0 – 7                                                                      | Stati Uniti                                                                | Qual. Mondiali 2019                                                        | 1                                                                          |                                                                            |
| 15-10-2018                                                                 | Frisco                                                                     | Stati Uniti                                                                | 6 – 0                                                                      | Giamaica                                                                   | Qual. Mondiali 2019                                                        | -                                                                          |                                                                            |
| 18-10-2018                                                                 | Frisco                                                                     | Canada                                                                     | 0 – 2                                                                      | Stati Uniti                                                                | Qual. Mondiali 2019                                                        | -                                                                          |                                                                            |
| 8-11-2018                                                                  | Estoril                                                                    | Portogallo                                                                 | 0 – 1                                                                      | Stati Uniti                                                                | Amichevole                                                                 | -                                                                          |                                                                            |
| 19-1-2019                                                                  | Le Havre                                                                   | Francia                                                                    | 3 – 1                                                                      | Stati Uniti                                                                | Amichevole                                                                 | -                                                                          | 84’                                                                        |
| 22-1-2019                                                                  | Alicante                                                                   | Spagna                                                                     | 0 – 1                                                                      | Stati Uniti                                                                | Amichevole                                                                 | -                                                                          | 46’                                                                        |
| 5-4-2019                                                                   | Commerce City                                                              | Stati Uniti                                                                | 5 – 3                                                                      | Australia                                                                  | Amichevole                                                                 | -                                                                          | 64’                                                                        |
| 8-4-2019                                                                   | Los Angeles                                                                | Stati Uniti                                                                | 6 – 0                                                                      | Belgio                                                                     | Amichevole                                                                 | 1                                                                          | 60’                                                                        |
| 17-5-2019                                                                  | Saint Louis                                                                | Stati Uniti                                                                | 5 – 0                                                                      | Nuova Zelanda                                                              | Amichevole                                                                 | -                                                                          | 46’                                                                        |
| 26-5-2019                                                                  | Harrison                                                                   | Stati Uniti                                                                | 3 – 0                                                                      | Messico                                                                    | Amichevole                                                                 | -                                                                          | 46’                                                                        |
| 11-6-2019                                                                  | Reims                                                                      | Stati Uniti                                                                | 13 – 0                                                                     | Thailandia                                                                 | Mondiali 2019                                                              | 1                                                                          |                                                                            |
| 16-6-2019                                                                  | Parigi                                                                     | Stati Uniti                                                                | 3 – 0                                                                      | Cile                                                                       | Mondiali 2019                                                              | -                                                                          | 23’ 59’                                                                    |
| 20-6-2019                                                                  | Le Havre                                                                   | Svezia                                                                     | 0 – 2                                                                      | Stati Uniti                                                                | Mondiali 2019                                                              | 1                                                                          |                                                                            |
| 24-6-2019                                                                  | Reims                                                                      | Spagna                                                                     | 1 – 2                                                                      | Stati Uniti                                                                | Mondiali 2019                                                              | -                                                                          | 89’                                                                        |
| 28-6-2019                                                                  | Parigi                                                                     | Francia                                                                    | 1 – 2                                                                      | Stati Uniti                                                                | Mondiali 2019                                                              | -                                                                          | 63’                                                                        |
| 2-7-2019                                                                   | Décines-Charpieu                                                           | Inghilterra                                                                | 1 – 2                                                                      | Stati Uniti                                                                | Mondiali 2019                                                              | -                                                                          | 47’                                                                        |
| 4-8-2019                                                                   | Pasadena                                                                   | Stati Uniti                                                                | 3 – 0                                                                      | Irlanda                                                                    | Amichevole                                                                 | 1                                                                          |                                                                            |
| 30-8-2019                                                                  | Filadelfia                                                                 | Stati Uniti                                                                | 4 – 0                                                                      | Portogallo                                                                 | Amichevole                                                                 | -                                                                          | 61’                                                                        |
| 4-9-2019                                                                   | Saint Paul                                                                 | Stati Uniti                                                                | 3 – 0                                                                      | Portogallo                                                                 | Amichevole                                                                 | 1                                                                          | 46’                                                                        |
| 8-11-2019                                                                  | Columbus                                                                   | Stati Uniti                                                                | 3 – 2                                                                      | Svezia                                                                     | Amichevole                                                                 | -                                                                          | 37’                                                                        |
| 29-1-2020                                                                  | Houston                                                                    | Stati Uniti                                                                | 4 – 0                                                                      | Haiti                                                                      | Qual. Olimpiadi 2020                                                       | 1                                                                          | 71’                                                                        |
| 1-2-2020                                                                   | Houston                                                                    | Panama                                                                     | 0 – 8                                                                      | Stati Uniti                                                                | Qual. Olimpiadi 2020                                                       | 3                                                                          |                                                                            |
| 4-2-2020                                                                   | Houston                                                                    | Stati Uniti                                                                | 6 – 0                                                                      | Costa Rica                                                                 | Qual. Olimpiadi 2020                                                       | 1                                                                          |                                                                            |
| 8-2-2020                                                                   | Carson                                                                     | Stati Uniti                                                                | 4 – 0                                                                      | Messico                                                                    | Qual. Olimpiadi 2020                                                       | -                                                                          | 76’                                                                        |
| 10-2-2020                                                                  | Carson                                                                     | Canada                                                                     | 0 – 3                                                                      | Stati Uniti                                                                | Qual. Olimpiadi 2020                                                       | 1                                                                          |                                                                            |
| 6-3-2020                                                                   | Orlando                                                                    | Stati Uniti                                                                | 2 – 0                                                                      | Inghilterra                                                                | SheBelieves Cup 2020                                                       | -                                                                          |                                                                            |
| 8-3-2020                                                                   | Harrison                                                                   | Stati Uniti                                                                | 1 – 0                                                                      | Spagna                                                                     | SheBelieves Cup 2020                                                       | -                                                                          | 71’                                                                        |
| 12-3-2020                                                                  | Frisco                                                                     | Stati Uniti                                                                | 3 – 1                                                                      | Giappone                                                                   | SheBelieves Cup 2020                                                       | 1                                                                          |                                                                            |
| 19-1-2021                                                                  | Orlando                                                                    | Stati Uniti                                                                | 4 – 0                                                                      | Colombia                                                                   | Amichevole                                                                 | -                                                                          | 64’                                                                        |
| 23-1-2021                                                                  | Orlando                                                                    | Stati Uniti                                                                | 6 – 0                                                                      | Colombia                                                                   | Amichevole                                                                 | 1                                                                          | 63’                                                                        |
| 19-2-2021                                                                  | Orlando                                                                    | Stati Uniti                                                                | 1 – 0                                                                      | Canada                                                                     | SheBelieves Cup 2021                                                       | -                                                                          | 82’                                                                        |
| 21-2-2021                                                                  | Orlando                                                                    | Stati Uniti                                                                | 2 – 0                                                                      | Brasile                                                                    | SheBelieves Cup 2021                                                       | -                                                                          | 52’                                                                        |
| 25-2-2021                                                                  | Orlando                                                                    | Stati Uniti                                                                | 6 – 0                                                                      | Argentina                                                                  | SheBelieves Cup 2021                                                       | -                                                                          | 46’                                                                        |
| 10-4-2021                                                                  | Solna                                                                      | Svezia                                                                     | 1 – 1                                                                      | Stati Uniti                                                                | Amichevole                                                                 | -                                                                          |                                                                            |
| 13-4-2021                                                                  | Le Havre                                                                   | Francia                                                                    | 0 – 2                                                                      | Stati Uniti                                                                | Amichevole                                                                 | -                                                                          | 63’                                                                        |
| 11-6-2021                                                                  | Houston                                                                    | Stati Uniti                                                                | 1 – 0                                                                      | Portogallo                                                                 | Amichevole                                                                 | -                                                                          |                                                                            |
| 14-6-2021                                                                  | Houston                                                                    | Stati Uniti                                                                | 4 – 0                                                                      | Giamaica                                                                   | Amichevole                                                                 | 1                                                                          | 74’                                                                        |
| 17-6-2021                                                                  | Austin                                                                     | Stati Uniti                                                                | 2 – 0                                                                      | Nigeria                                                                    | Amichevole                                                                 | -                                                                          |                                                                            |
| 2-7-2021                                                                   | East Hartford                                                              | Stati Uniti                                                                | 4 – 0                                                                      | Messico                                                                    | Amichevole                                                                 | -                                                                          |                                                                            |
| 5-7-2021                                                                   | East Hartford                                                              | Stati Uniti                                                                | 4 – 0                                                                      | Messico                                                                    | Amichevole                                                                 | 1                                                                          | 80’                                                                        |
| 21-7-2021                                                                  | Chōfu                                                                      | Svezia                                                                     | 3 – 0                                                                      | Stati Uniti                                                                | Olimpiadi 2020                                                             | -                                                                          |                                                                            |
| 24-7-2021                                                                  | Saitama                                                                    | Nuova Zelanda                                                              | 1 – 6                                                                      | Stati Uniti                                                                | Olimpiadi 2020                                                             | 1                                                                          | 84’                                                                        |
| 27-7-2021                                                                  | Kashima                                                                    | Stati Uniti                                                                | 0 – 0                                                                      | Australia                                                                  | Olimpiadi 2020                                                             | -                                                                          | 65’                                                                        |
| 30-7-2021                                                                  | Yokohama                                                                   | Paesi Bassi                                                                | 2 – 2 dts (2-4 dtr)                                                        | Stati Uniti                                                                | Olimpiadi 2020                                                             | -                                                                          | 77’                                                                        |
| 2-8-2021                                                                   | Kashima                                                                    | Stati Uniti                                                                | 0 – 1                                                                      | Canada                                                                     | Olimpiadi 2020                                                             | -                                                                          |                                                                            |
| 5-8-2021                                                                   | Kashima                                                                    | Australia                                                                  | 3 – 4                                                                      | Stati Uniti                                                                | Olimpiadi 2020                                                             | -                                                                          |                                                                            |
| 22-10-2021                                                                 | Kansas City                                                                | Stati Uniti                                                                | 0 – 0                                                                      | Corea del Sud                                                              | Amichevole                                                                 | -                                                                          | 77’                                                                        |
| 27-10-2021                                                                 | Saint Paul                                                                 | Stati Uniti                                                                | 6 – 0                                                                      | Corea del Sud                                                              | Amichevole                                                                 | 1                                                                          |                                                                            |
| 27-11-2021                                                                 | Sydney                                                                     | Australia                                                                  | 0 – 3                                                                      | Stati Uniti                                                                | Amichevole                                                                 | 1                                                                          |                                                                            |
| 30-11-2021                                                                 | Newcastle                                                                  | Australia                                                                  | 1 – 1                                                                      | Stati Uniti                                                                | Amichevole                                                                 | -                                                                          | 81’                                                                        |
| 9-4-2022                                                                   | Columbus                                                                   | Stati Uniti                                                                | 9 – 1                                                                      | Uzbekistan                                                                 | Amichevole                                                                 | -                                                                          | 46’                                                                        |
| 26-6-2022                                                                  | Commerce City                                                              | Stati Uniti                                                                | 3 – 0                                                                      | Colombia                                                                   | Amichevole                                                                 | -                                                                          | 46’                                                                        |
| 29-6-2022                                                                  | Sandy                                                                      | Stati Uniti                                                                | 2 – 0                                                                      | Colombia                                                                   | Amichevole                                                                 | -                                                                          | 46’                                                                        |
| 5-7-2022                                                                   | San Nicolás de los Garza                                                   | Stati Uniti                                                                | 3 – 0                                                                      | Haiti                                                                      | Qual. Mondiali 2023                                                        | -                                                                          | 68’                                                                        |
| 8-7-2022                                                                   | Guadalupe                                                                  | Giamaica                                                                   | 0 – 5                                                                      | Stati Uniti                                                                | Qual. Mondiali 2023                                                        | -                                                                          | 60’                                                                        |
| 12-7-2022                                                                  | San Nicolás de los Garza                                                   | Stati Uniti                                                                | 1 – 0                                                                      | Messico                                                                    | Qual. Mondiali 2023                                                        | -                                                                          | 64’                                                                        |
| 15-7-2022                                                                  | San Nicolás de los Garza                                                   | Stati Uniti                                                                | 3 – 0                                                                      | Costa Rica                                                                 | Qual. Mondiali 2023                                                        | -                                                                          | 63’                                                                        |
| 19-7-2022                                                                  | Guadalupe                                                                  | Stati Uniti                                                                | 1 – 0                                                                      | Canada                                                                     | Qual. Mondiali 2023                                                        | -                                                                          | 41’                                                                        |
| 3-9-2022                                                                   | Kansas City                                                                | Stati Uniti                                                                | 4 – 0                                                                      | Nigeria                                                                    | Amichevole                                                                 | 1                                                                          | 64’                                                                        |
| 7-9-2022                                                                   | Washington                                                                 | Stati Uniti                                                                | 2 – 1                                                                      | Nigeria                                                                    | Amichevole                                                                 | -                                                                          |                                                                            |
| 7-10-2022                                                                  | Londra                                                                     | Inghilterra                                                                | 2 – 1                                                                      | Stati Uniti                                                                | Amichevole                                                                 | -                                                                          |                                                                            |
| 11-10-2022                                                                 | Pamplona                                                                   | Spagna                                                                     | 2 – 0                                                                      | Stati Uniti                                                                | Amichevole                                                                 | -                                                                          |                                                                            |
| 11-11-2022                                                                 | Fort Lauderdale                                                            | Stati Uniti                                                                | 1 – 2                                                                      | Germania                                                                   | Amichevole                                                                 | -                                                                          | 81’                                                                        |
| 13-11-2022                                                                 | Harrison                                                                   | Stati Uniti                                                                | 2 – 1                                                                      | Germania                                                                   | Amichevole                                                                 | -                                                                          |                                                                            |
| 18-1-2023                                                                  | Wellington                                                                 | Nuova Zelanda                                                              | 0 – 4                                                                      | Stati Uniti                                                                | Amichevole                                                                 | -                                                                          |                                                                            |
| 17-2-2023                                                                  | Orlando                                                                    | Stati Uniti                                                                | 2 – 0                                                                      | Canada                                                                     | SheBelieves Cup 2023                                                       | -                                                                          | 88’                                                                        |
| 19-2-2023                                                                  | Nashville                                                                  | Stati Uniti                                                                | 1 – 0                                                                      | Giappone                                                                   | SheBelieves Cup 2023                                                       | -                                                                          | 85’                                                                        |
| 23-2-2023                                                                  | Frisco                                                                     | Stati Uniti                                                                | 2 – 1                                                                      | Brasile                                                                    | SheBelieves Cup 2023                                                       | -                                                                          |                                                                            |
| 8-4-2023                                                                   | Austin                                                                     | Stati Uniti                                                                | 2 – 0                                                                      | Irlanda                                                                    | Amichevole                                                                 | 1                                                                          |                                                                            |
| 12-4-2023                                                                  | Saint Louis                                                                | Stati Uniti                                                                | 1 – 0                                                                      | Irlanda                                                                    | Amichevole                                                                 | -                                                                          | 60’                                                                        |
| 9-7-2023                                                                   | San Jose                                                                   | Stati Uniti                                                                | 2 – 0                                                                      | Galles                                                                     | Amichevole                                                                 | -                                                                          |                                                                            |
| 22-7-2023                                                                  | Auckland                                                                   | Stati Uniti                                                                | 3 – 0                                                                      | Vietnam                                                                    | Mondiali 2023                                                              | 1                                                                          | 56’                                                                        |
| 27-7-2023                                                                  | Wellington                                                                 | Stati Uniti                                                                | 1 – 1                                                                      | Paesi Bassi                                                                | Mondiali 2023                                                              | 1                                                                          |                                                                            |
| 1-8-2023                                                                   | Auckland                                                                   | Portogallo                                                                 | 0 – 0                                                                      | Stati Uniti                                                                | Mondiali 2023                                                              | -                                                                          | 84’                                                                        |
| 6-8-2023                                                                   | Melbourne                                                                  | Svezia                                                                     | 0 – 0 dts (5-4 dtr)                                                        | Stati Uniti                                                                | Mondiali 2023                                                              | -                                                                          |                                                                            |
| 22-9-2023                                                                  | Cincinnati                                                                 | Stati Uniti                                                                | 3 – 0                                                                      | Sudafrica                                                                  | Amichevole                                                                 | -                                                                          | 62’                                                                        |
| 24-9-2023                                                                  | Chicago                                                                    | Stati Uniti                                                                | 2 – 0                                                                      | Sudafrica                                                                  | Amichevole                                                                 | -                                                                          |                                                                            |
| 27-10-2023                                                                 | Sandy                                                                      | Stati Uniti                                                                | 0 – 0                                                                      | Colombia                                                                   | Amichevole                                                                 | -                                                                          | 83’                                                                        |
| 29-10-2023                                                                 | San Diego                                                                  | Stati Uniti                                                                | 3 – 0                                                                      | Colombia                                                                   | Amichevole                                                                 | 1                                                                          | 85’                                                                        |
| 2-12-2023                                                                  | Fort Lauderdale                                                            | Stati Uniti                                                                | 3 – 0                                                                      | Cina                                                                       | Amichevole                                                                 | 1                                                                          |                                                                            |
| 6-12-2023                                                                  | Frisco                                                                     | Stati Uniti                                                                | 2 – 1                                                                      | Cina                                                                       | Amichevole                                                                 | -                                                                          | 69’                                                                        |
| 24-2-2024                                                                  | Carson                                                                     | Argentina                                                                  | 0 – 4                                                                      | Stati Uniti                                                                | Gold Cup 2024                                                              | 1                                                                          |                                                                            |
| 27-2-2024                                                                  | Carson                                                                     | Stati Uniti                                                                | 0 – 2                                                                      | Messico                                                                    | Gold Cup 2024                                                              | -                                                                          |                                                                            |
| 4-3-2024                                                                   | Los Angeles                                                                | Stati Uniti                                                                | 3 – 0                                                                      | Colombia                                                                   | Gold Cup 2024                                                              | 1                                                                          | 67’ 84’                                                                    |
| 7-3-2024                                                                   | San Diego                                                                  | Canada                                                                     | 2 – 2 dts (1-3 dtr)                                                        | Stati Uniti                                                                | Gold Cup 2024                                                              | -                                                                          |                                                                            |
| 11-3-2024                                                                  | San Diego                                                                  | Stati Uniti                                                                | 1 – 0                                                                      | Brasile                                                                    | Gold Cup 2024                                                              | 1                                                                          |                                                                            |
| 6-4-2024                                                                   | Atlanta                                                                    | Stati Uniti                                                                | 2 – 1                                                                      | Giappone                                                                   | SheBelieves Cup 2024                                                       | 1                                                                          |                                                                            |
| 10-4-2024                                                                  | Columbus                                                                   | Stati Uniti                                                                | 2 – 2 (5-4 dtr)                                                            | Canada                                                                     | SheBelieves Cup 2024                                                       | -                                                                          |                                                                            |
| 1-6-2024                                                                   | Commerce City                                                              | Stati Uniti                                                                | 4 – 0                                                                      | Corea del Sud                                                              | Amichevole                                                                 | -                                                                          | 71’                                                                        |
| 5-6-2024                                                                   | Saint Paul                                                                 | Stati Uniti                                                                | 3 – 0                                                                      | Corea del Sud                                                              | Amichevole                                                                 | -                                                                          | 62’                                                                        |
| 13-7-2024                                                                  | Harrison                                                                   | Stati Uniti                                                                | 1 – 0                                                                      | Messico                                                                    | Amichevole                                                                 | -                                                                          | 65’                                                                        |
| 17-7-2024                                                                  | Washington                                                                 | Stati Uniti                                                                | 0 – 0                                                                      | Costa Rica                                                                 | Amichevole                                                                 | -                                                                          |                                                                            |
| 25-7-2024                                                                  | Nizza                                                                      | Stati Uniti                                                                | 3 – 0                                                                      | Zambia                                                                     | Olimpiadi 2024                                                             | -                                                                          | 65’                                                                        |
| 28-7-2024                                                                  | Marsiglia                                                                  | Stati Uniti                                                                | 4 – 1                                                                      | Germania                                                                   | Olimpiadi 2024                                                             | -                                                                          |                                                                            |
| 31-7-2024                                                                  | Marsiglia                                                                  | Australia                                                                  | 1 – 2                                                                      | Stati Uniti                                                                | Olimpiadi 2024                                                             | -                                                                          |                                                                            |
| 3-8-2024                                                                   | Parigi                                                                     | Stati Uniti                                                                | 1 – 0 dts                                                                  | Giappone                                                                   | Olimpiadi 2024                                                             | -                                                                          |                                                                            |
| 6-8-2024                                                                   | Décines-Charpieu                                                           | Stati Uniti                                                                | 1 – 0 dts                                                                  | Germania                                                                   | Olimpiadi 2024                                                             | -                                                                          | 90’                                                                        |
| 10-8-2024                                                                  | Parigi                                                                     | Brasile                                                                    | 0 – 1                                                                      | Stati Uniti                                                                | Olimpiadi 2024                                                             | -                                                                          |                                                                            |
| 25-10-2024                                                                 | Austin                                                                     | Stati Uniti                                                                | 3 – 1                                                                      | Islanda                                                                    | Amichevole                                                                 | -                                                                          | 66’                                                                        |
| 27-10-2024                                                                 | Nashville                                                                  | Stati Uniti                                                                | 3 – 1                                                                      | Islanda                                                                    | Amichevole                                                                 | 1                                                                          | 46’ 75’                                                                    |
| 31-10-2024                                                                 | Louisville                                                                 | Stati Uniti                                                                | 3 – 0                                                                      | Argentina                                                                  | Amichevole                                                                 | -                                                                          | 61’                                                                        |
| 30-11-2024                                                                 | Londra                                                                     | Inghilterra                                                                | 0 – 0                                                                      | Stati Uniti                                                                | Amichevole                                                                 | -                                                                          | 87’                                                                        |
| 3-12-2024                                                                  | L'Aia                                                                      | Paesi Bassi                                                                | 1 – 2                                                                      | Stati Uniti                                                                | Amichevole                                                                 | -                                                                          | 67’                                                                        |
| Totale                                                                     |                                                                            | Presenze                                                                   | 161                                                                        |                                                                            | Reti                                                                       | 36                                                                         |                                                                            |

## Palmarès

### Club

#### Competizioni nazionali
- National Women's Soccer League: 1

Portland Thorns: 2017
- Campionato francese: 1

Olympique Lione: 2022-2023
- NWSL Challenge Cup: 1

Portland Thorns: 2021
- Coppa di Francia: 1

Olympique Lione: 2022-2023
- Supercoppa francese: 2

Olympique Lione: 2022, 2023

#### Competizioni internazionali
- UEFA Women's Champions League: 1

Olympique Lione: 2021-2022

### Nazionale
- SheBelieves Cup: 6

2016, 2018, 2020, 2021, 2023, 2024
- Tournament of Nations: 1

2018
- CONCACAF Women's Championship: 1

2018
- Campionato mondiale: 1

2019
- Oro olimpico: 1

Parigi 2024
- Bronzo olimpico: 1

Tokyo 2020

### Individuale
- Migliore calciatrice della National Women's Soccer League: 1

2018
- U.S. Soccer Athlete of the Year: 1

Premio femminile: 2021

## Nella cultura di massa
Nel 2023 Horan è comparsa nella docuserie Netflix Under Pressure: la Nazionale femminile di calcio USA, insieme alle sue compagne della nazionale, in cui, tramite una serie di interviste, racconti e filmati, viene narrato il percorso degli Stati Uniti ai Mondiali del 2023.

## Filmografia

### Televisione
- Under Pressure: la Nazionale femminile di calcio USA – docuserie (2023)